# Karl Leps
Karl Leps (* 5. Juni 1883 in Mörla; † 28. Mai 1945 in Rudolstadt) war ein deutscher Bäcker und Politiker (SPD, USPD, KPD, NSDAP).

## Leben
Leps war evangelisch-lutherischer Konfession. Er machte eine Lehre als Bäcker und arbeitete von 1906 bis 1921 in Rudolstadt im erlernten Beruf. 1925 war er Arbeiter, von 1930 bis 1941 Gasarbeiter und 1945 städtischer Arbeiter in Rudolstadt.
Vor 1917 gehörte er der SPD an und wechselte 1917 zur USPD und 1920 zur KPD. Von 1919 bis 1925 war er Mitglied im Stadtrat von Rudolstadt. Für den Wahlkreis Schwarzburg-Rudolstadt wurde er 1920 in den Thüringer Landtag gewählt, dem er bis 1921 angehörte.
1933 wurde er Mitglied der NSDAP und war von 1933 bis 1945 erneut Mitglied im Stadtrat von Rudolstadt.